# یابووننا (استان لوبلین)
یابووننا (به لاتین: Jabłonna) یک روستا در لهستان است که در گمینا یابووننا (استان لوبلین) واقع شده‌است. یابووننا ۲٬۰۴۱ نفر جمعیت دارد.